# Юрий Андреевич (князь суздальский)
Юрий Андреевич (ум. 8 марта 1279) — князь суздальский (1264—1279). Сын суздальского князя Андрея Ярославича, племянник Александра Ярославича Невского.
О деятельности князя Юрия Андреевича в Суздале практически ничего неизвестно. 
В 1267 году князь Юрий был посажен другим своим дядей, великим князем Ярославом Ярославичем Тверским, в качестве наместника в Новгороде, где и провёл почти всю свою жизнь. 
Юрий Андреевич был одним из предводителей русского войска в Раковорской битве 1268 года против ливонских немцев и их союзников - датчан.
На следующий год Юрий Андреевич водил новгородцев к Пскову и прогнал осадивших город немцев.
После конфликта новгородцев с Ярославом Ярославичем в 1270 году суздальский князь Юрий Андреевич бежал в город Торжок, где стал задерживать идущие из владимирской земли в Новгород обозы с продовольствием.
После смерти 8 марта 1279 года был погребён в храме Рождества Богородицы в Суздале. Потомства не оставил.